# 奇異維諾瓦
奇異維諾瓦公司（GE Vernova, Inc.）是美國的能源設備生產及服務公司，總部位於麻薩諸塞州劍橋。該公司成立於2024年，是奇異公司大規模獨立其下屬子公司的產物，前身是GE Energy。
2021年11月9日，奇異公司宣布將分為三個上市公司，包括GE醫療、GE航空航天和GE維諾瓦。

## 外部連結
- 官方网站